# Майрарі
Майрарі — негус Ефіопії, деякі джерела вважають його представником династії Загве.
Про його правління відомо дуже мало, воно тривало близько 15-18 років. Помер імператор близько 1308 року, інші джерела зазначають 1270 рік, коли до влади прийшов Єкуно Амлак.